# Нестеренко, Сергей Михайлович
Сергей Михайлович Нестеренко (26 марта 1935 год — 27 апреля 2013 год) — советский государственный и партийный деятель, народный депутат СССР (1989—1991).

## Биография
Родился в Москве.
Окончил Московский институт инженеров железнодорожного транспорта (1958), Высшую партийную школу при ЦК СЕПГ, г. Берлин (1972). Член КПСС с 1958.
Трудовая деятельность:
- 1958 г. — мастер строительно-монтажного поезда N102 Мосэлектротягстроя.
- 1958—1960 заведующий отделом, второй секретарь Дзержинского райкома ВЛКСМ, Москва.
- 1960—1962 мастер, прораб СУ-85 треста Мосстрой-18.
- 1962—1969 инструктор Тимирязевского РК КПСС г. Москвы, инструктор Московского горкома КПСС, зам. секретаря парткома предприятий строительства и промстройматериалов,
- 1972—1977 секретарь Гагаринского РК КПСС, второй секретарь Тушинского РК КПСС г. Москвы.
- 1977—1984 инструктор Отдела организационно-партийной работы ЦК КПСС
- 6.1984 — 9.1986 второй секретарь Ташкентского обкома КП Узбекистана
- 13.9.1986 — 16.4.1991 второй секретарь ЦК КП Туркменистана.
- 1991 — член комитета по государственному строительству Верховного Совета СССР.
- 1991-1992- советник строительной биржи,
- 1992-1995- финансовый директор ОАО «Компас».

С 1995 г. на пенсии.
Депутат Верховного Совета СССР (избран взамен выбывшего депутата 22.03.1987). Народный депутат СССР от Чарджоуского территориального избирательного округа No 746 (1989—1991) и народный депутат Туркменской ССР. Член Центральной контрольной комиссии КПСС (13.7.1990 — 29.8.1991).

## Семья
Жена: Нестеренко (Божедомова) Нина Александровна −24.09.1935 −16.12.2012
Дети: дочь — Демух (Нестеренко) Ольга Сергеевна — 19.12.1958 г.р.
Внуки: Демух Сергей Сергеевич — 07.07.1980 г.р.
Демух Иван Сергеевич — 18.02.1986 г.р.